# Пащенко Анатолій Федорович
Па́щенко Анато́лій Фе́дорович (*4 жовтня 1919, хутір Козакова Балка, Єлисаветградський повіт (нині Новоукраїнський район) – † 13 березня 1986, Москва) — вітчизняний радіохімік, представник когорти вчених-атомників, розробників ядерної зброї в СРСР, працівник ВО «Маяк» м. Озерськ Челябінської області.

## Життєвий і творчий шлях
Українець. Із родини вчителів. У 1926 р. вступив до середньої школи в м. Новомиргороді. Завершив навчання в Черкасах. Далі навчався в Харківському хіміко-технологічному інституті ім. Кірова, який закінчив 7 червня 1941 р., отримавши кваліфікацію інженера–хіміка-технолога.
У 1941 р. був призваний в армію й направлений на курси техніків-артилеристів при Артилерійській академії в Москві, які закінчив 18 листопада 1941 р. Під час Другої світової війни участі в боях не брав, а служив (1 грудня 1941 — 30 червня 1942 р.) військовим техніком-артилеристом на складі № 621 ст. Чумляк Челябінської області. Із серпня 1942 по 30 вересня 1946 р. служив начальником відділення на центральній військовій базі № 28, на ст. Глотівка Ульяновської області. (РСФСР). Демобілізувався в жовт. 1946 р. Із 8 листопада 1946 р. працював заступником начальника цеху на заводі 786 у м. Черняховськ Башкирської АРСР.
Батьки: батько — Пащенко Федір Володимирович 1895 року народження, із с. Глодоси, Єлисаветградського повіту. Мати — Пащенко (дів. Кожем'якіна) Зінаїда Демидівна 1895 року народження, із Новомиргорода, Херсонської губернії. До Жовтневої революції батьки вчителювали. Після революції викладали в новомиргородському педтехнікумі.
Дружина, Пащенко (до шлюбу Архангельська) Ольга Павлівна, народ. 23 серпня 1923 р. у с. Нікуліно, Тагаського району Ульяновської області, росіянка, з родини службовців. До шлюбу служила в Червоній армії старшим сержантом зв'язку. Батько — адвокат, мати — вчителька. Народила і виховала з Анатолієм Пащенком три доньки.
Анатолій Пащенко був відібраний із працівників заводу 786 (м. Черняховськ) для роботи на об'єкті Юхима Славського за протекцією Ігора Курчатова й рішенням РМ СРСР від 21 серпня 1947 р. Однак при зарахуванні в штат секретного підприємства п/я 21, ВО «Маяк» (атомний комбінат, м. Озерськ Челябінської області) під час перевірки біографічних даних з'ясували, що Анатолій Пащенко має по матері дядька-дисидента Степана Кожум'яку, котрий за «антирадянські переконання» відбував покарання в таборах Самари. Зарахування А. Пащенка на п/я 21 призупинили. Щоб не втратити можливості здобути кар'єру, Анатолій Пащенко в центральній пресі пише розгромну статтю, в якій осуджує дядька за «націоналістичні» погляди й відмовляється від нього.
Після додаткових перевірок МДБ зважило на вчинок Анатолія Пащенка й допустило його на режимний об'єкт ВО «Маяк». Зараховують у штат Точеного П. І. (завод 25) начальником зміни відділення. За декілька місяців колектив Пащенка А. Ф. не лише допоміг вивести на проектний рівень потужності перший в СРСР промисловий уран-графітовий реактор «А» (червень 1948 р.), а й активізував будівельно-монтажні роботи на будівництві радіохімічного заводу «Б», який став проміжною ланкою ядерного виробництва (видобування первинного неочищеного плутонію). Усього за пів року об'єкт «Б» було здано в експлуатацію, 22 грудня 1948 р. (Запуском хіміко-металургійного заводу «В» увінчався завершальний етап будівництва плутонієвого комбінату на півдні Уралу. Першу продукцію комбінату — збройовий плутоній отримано в середині квітня 1949 р., а 29 серпня 1949 р. використано для «начинки» першої радянської атомної бомби РДС-1).
За три роки шефства над змінами відділу № 6, 7 (з 22 грудня 1947 р. по 1951 р.) Анатолій Пащенко часто бував на радіаційно небезпечних об'єктах, де організовував роботу. Опромінився. Щоб убезпечити від надміру радіації, керівництво ВО «Маяк» у червні 1952 р. переводить А. Ф. Пащенка на об'єкт «Б», керівником технічного відділу. Тут він сповна він проявляє організаторський хист і високі фахові вміння. 6 січня 1952 р. (наказом № 28) Анатолія Пащенка призначають начальником проектної групи та головним інженером об'єднаного заводу 235 (спільного підприємства «Б» та його дублю — «ДБ»).
На цій посаді, маючи досвід експлуатації «Б», він втілив низку конструктивних рішень для покращення технології виробництва та убезпечення працівників від опромінення на «ДБ».
Наказом міністра Мінсередмашу № 312 від 25 квітня 1955 р. Пащенко А. Ф. призначений директором заводу «Б», проведено також атестацію та підтверджено відповідність А. Пащенка займаній посаді. Призначення Пащенка керувати заводом «Б» виявилося не випадковим. Адміністрація з Москви сподівалася, що Пащенко зможе покращити ситуацію, адже становище з безпекою працівників об'єкту «Б» залишилося незадовільним, люди переопромінювалися і не могли далі працювати, профвисновки хоча й зроблені, але на покращення умов роботи не вистачало грошей, дуже бракувало штатних фахівців. Підвищений рівень радіації позначався не лише на людях, а й на обладнанні. Прискорено відбувалися корозійні процеси. Через корозію відбувалося протікання систем, вихід із ладу насосів, клапанів, засувок, вентилів, вимірювальних приладів тощо. Відчутно давалися в знаки форсовані темпи будівництва. Постала проблема з переповненими сховищами рідких радіоактивних відходів, багато контейнерів («банок») виявилися негерметичними чи несправними. Щоб зарадити становищу слід було повністю зупинити об'єкт «Б».
Анатолій Пащенко почав керувати заводом «Б», однак стан здоров'я його через кілька місяців різко погіршився, тож мусив відбути з ПО «Маяк», щоб підлікуватися. В.о. директора заводу «Б» тимчасово призначили головного інженера Єрмолаєва М. І., а інженерні обов'язки переклали на начальника виробничо-технічного відділу Митрофанова Г. В.
У цей час, 29 вересня 1957 р., на заводі «Б» сталася катастрофа, пов'язана з порушенням умов зберігання рідких високоактивних відходів. Через недостатнє охолодження стався потужний хімічний вибух, який зірвав 160-тонну бетонну плиту, що накривала ємність № 14. Частину радіоактивних речовин вибухом викинуло в атмосферу (близько 70 ПБк), переважно — короткоживучі церій-144 і цирконій-95 (понад 90 % викиду). Основна частина активності (близько 90 %) осіла на території підприємства. Однак мала місце радіаційна хмара, котра заразила смугу довжиною близько 300 км і шириною 30-50 км. Ця територія отримала назву Східно-Уральського радіоактивного сліду (ВУРС). У результаті аварії було забруднено 23 тис. км², включаючи 217 населених пунктів.
Після з'ясування обставин катастрофи й детального аналізу ситуації, що склалася, було звільнено з посади генерального директора ВО «Маяк» Михайла Дем'янóвича (намагався узяти вину на себе); за упущення в технології охолодження комплексу «С» головному інженеру комбінату 817 Григорію Мішенкову оголошено сувору догану. Застосовано дисциплінарні стягнення й до головного інженера заводу «Б» Михайла Єрмолаєва та керівника заводу Анатолія Пащенка. Їм висловлено догану.
У зв'язку з аварією новопризначеним інженером комбінату «Маяк» став Семенов М. А., але в нього відбувся інфаркт, тому в.о. головного інженера став А. Ф. Пащенко (із 21 березня 1959 р.). Після виходу на роботу Семенова, А. Пащенка 20 листопада 1959 р.) заступником головного інженера комбінату з радіохімії. На цій посаді Анатолій Пащенко працював упродовж останніх десяти років. За час роботи на комбінаті він багато вклав сил, знань і потуг для завершення будівництва й пуску в дію заводу «ДБ» та докорінного поліпшення умов праці. Це величезне завдання було вирішене спільними зусиллями технологів, вчених, проектантів та інженерів комбінату. Його комплексно розв'язали через кардинальну зміну технології переробки ядерної продукції.
Анатолій Федорович на всіх посадах був сумлінним, скромним, працював із максимальною віддачею. Коли різнопрофільний колектив з роками очолювати було важко, 12 січня 1969 р. він погодився на перехід в Головне управління Мінсередмашу керівником відділу. Упродовж тривалої трудової діяльності А. Ф. Пащенко удостоївся багатьох державних відзнак і нагород (медаль «За бойові заслуги» в 1944 р., Медаль «За перемогу над Німеччиною у Великій Вітчизняній війні 1941—1945 рр.», орден Трудового Червоного Прапора в 1949 р., орден Трудового Червоного Прапора в 1956 р., орден Леніна в 1962 р., орден «Знак Пошани» в 1966 р.). У 1963 р. отримав Ленінську премію.
Лише на схилі літ, підводячи життєву риску, Анатолій Пащенко відвідав Україну. Його дядько, Степан Кожум'яка, у листі до рідних (25 вересня 1982 р.) зазначає, що приїздив небіж Анатолій: «Спинився він у мене в курені, поводився ласкаво, прихильно. Навідався, щоб опорядити могилку Зінаїди, своєї матері. Зробив усе сам: і пофарбував штахетик, і порізав усе, що наростало на могилці, сам полагодив рамку й написав українською мовою. Розказував про становище в Москві. (…) Мав із ним декілька гострих діалогів… Він дуже запрошував мене приїхати до них».